# Zawidczyce
Zawidczyce (biał. Завідчыцы; ros. Завидчицы) – wieś na Białorusi, w obwodzie brzeskim, w rejonie pińskim, w sielsowiecie Pleszczyce.
Dawniej wieś i majątek ziemski. W XIX w. istniała tu kaplica katolicka parafii Wniebowzięcia Najświętszej Maryi Panny w Pińsku.
W dwudziestoleciu międzywojennym leżały w Polsce, w województwie poleskim, w powiecie pińskim, w gminie Chojno. Po II wojnie światowej w granicach Związku Sowieckiego. Od 1991 w niepodległej Białorusi.